# Edmund Langley Hirst
Sir Edmund Langley Hirst (Preston, 21 giugno 1898 – Edimburgo, 29 ottobre 1975) è stato un chimico inglese.
Fu preside del dipartimento di chimica organica presso l'Università di Edimburgo e fu preside dal 1959 al 1964.
Fu inoltre presidente della Royal Society di Edimburgo dal 1959 al 1964.
Assistette Norman Haworth nel 1934 durante la prima sintetizzazione della vitamina C.